# Symphony Lake
Der Symphony Lake ist ein 20,5 ha großer Bergsee 20 km östlich von Anchorage in den Chugach Mountains in Alaska.
Der Symphony Lake liegt im Chugach State Park. Der See befindet sich auf einer Höhe von 817 m an der Westflanke des Polar Bear Peak. Er besitzt eine Längsausdehnung in NNW-SSO-Richtung von 780 m sowie eine maximale Breite von etwa 390 m. Ein Höhenkamm trennt den Symphony von dem 250 m weiter nördlich gelegenen Eagle Lake.

## Bilder

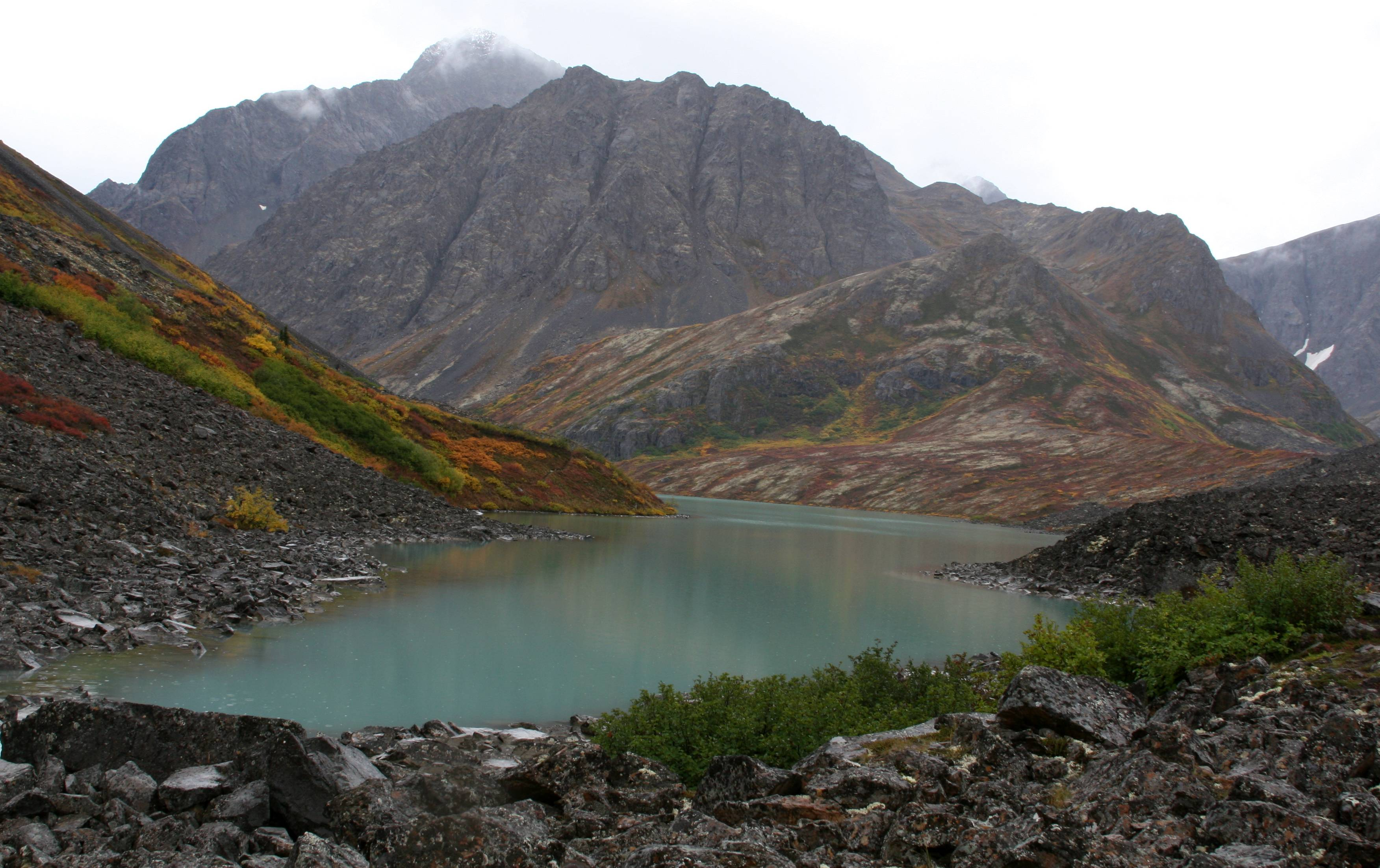
Symphony Lake
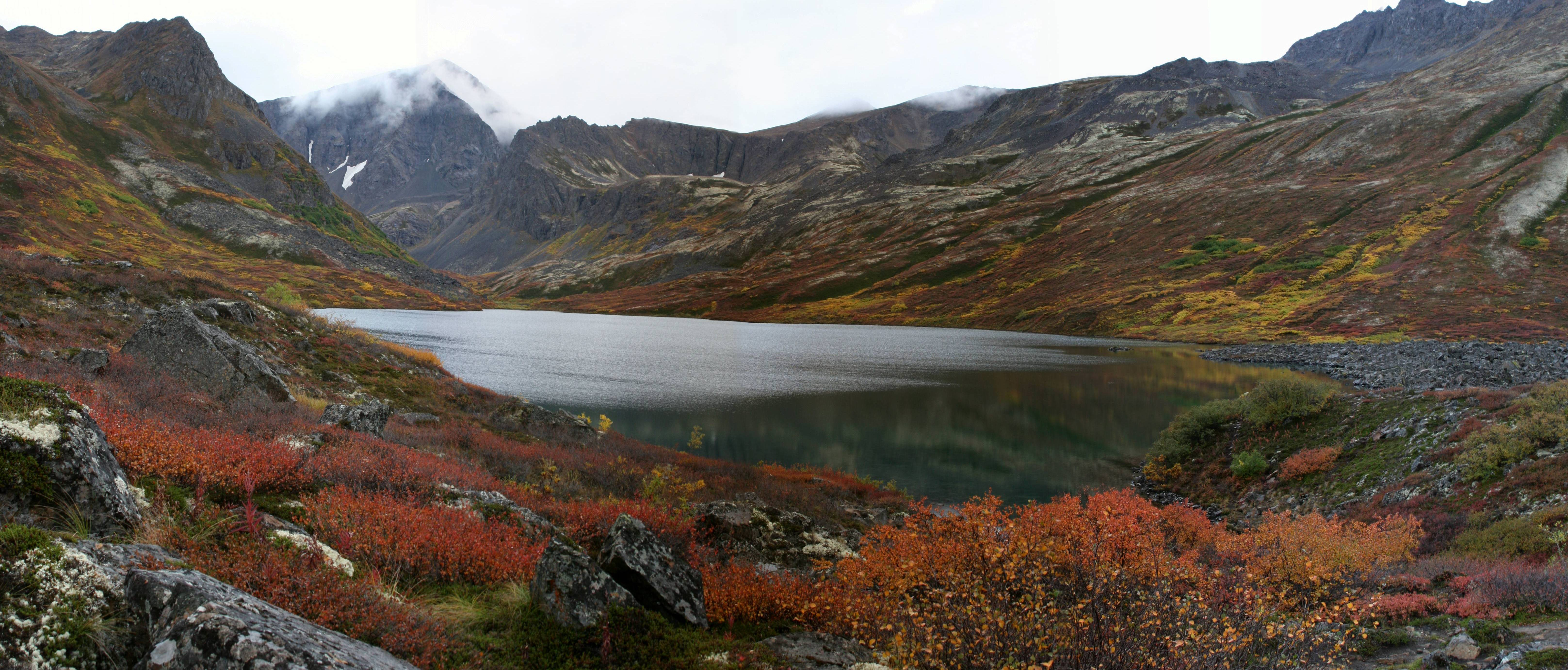
Herbstfarben am Symphony Lake